# 小行星3619
小行星3619（英語：3619 Nash）是一颗围绕太阳公转的小行星。1981年3月2日，舒爾特·巴斯在赛丁泉山发现了此天体。
这颗小行星的绝对星等为182.1196392176578等。